# Lijst van oud-studenten van de Vrije Universiteit Amsterdam
Onderstaande lijst is een lijst met bekende oud-studenten van de Vrije Universiteit Amsterdam. In deze lijst zijn alleen personen opgenomen die een eigen artikel hebben op Wikipedia.

## A

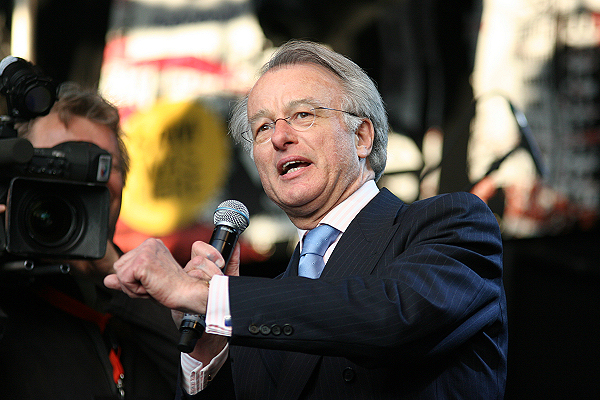
Jozias van Aartsen (rechten, niet voltooid).

- Sibe van Aangium
- Jozias van Aartsen
- Ilse Aben
- Jessica de Abreu
- Eva Akerboom
- Deniz Akkoyun
- Jacob Algera
- Devran Alkas
- Koos Andriessen
- Anne Anema
- Saskia Appel
- Farid Azarkan

## B
- Bram Bakker
- Jan Peter Balkenende
- Linda Bank
- Jan de Bas
- Johan Herman Bavinck
- Ab van Beelen
- Dick Benschop
- Wiert Berghuis
- Vera Bergkamp
- Gerrit Cornelis Berkouwer
- Herman Thomas Bianchi
- Barend Biesheuvel
- Pieter Jan Biesheuvel
- Andin Bikker
- Henk Bleker
- Arend Jan Boekestijn
- Ad de Boer
- Hans de Boer
- Graa Boomsma
- Guus Borger
- Hans Borstlap
- Wouter Bos
- Piet Boukema
- Hans Bouma
- Roelof Bouwman
- Sigrid Braam
- Hans Breeveld
- Elco Brinkman
- Janneke Brinkman-Salentijn
- Aart Broek
- Bert Broekhuis
- Eddy Bruma
- Henk van Brummen
- Jan Buskes
- Jet Bussemaker
- Pieter Bouw
- Sieuwert Bruins Slot
- Nicolaas Govert de Bruijn
- Rudy Budiman
- Eric van der Burg
- Hendrik Bijleveld

## C
- Erik Cadée
- Michael Cambridge
- Thom van Campen
- Don Ceder
- Cees de Cloe
- Hendrik Colijn
- Henk Couprie

## D

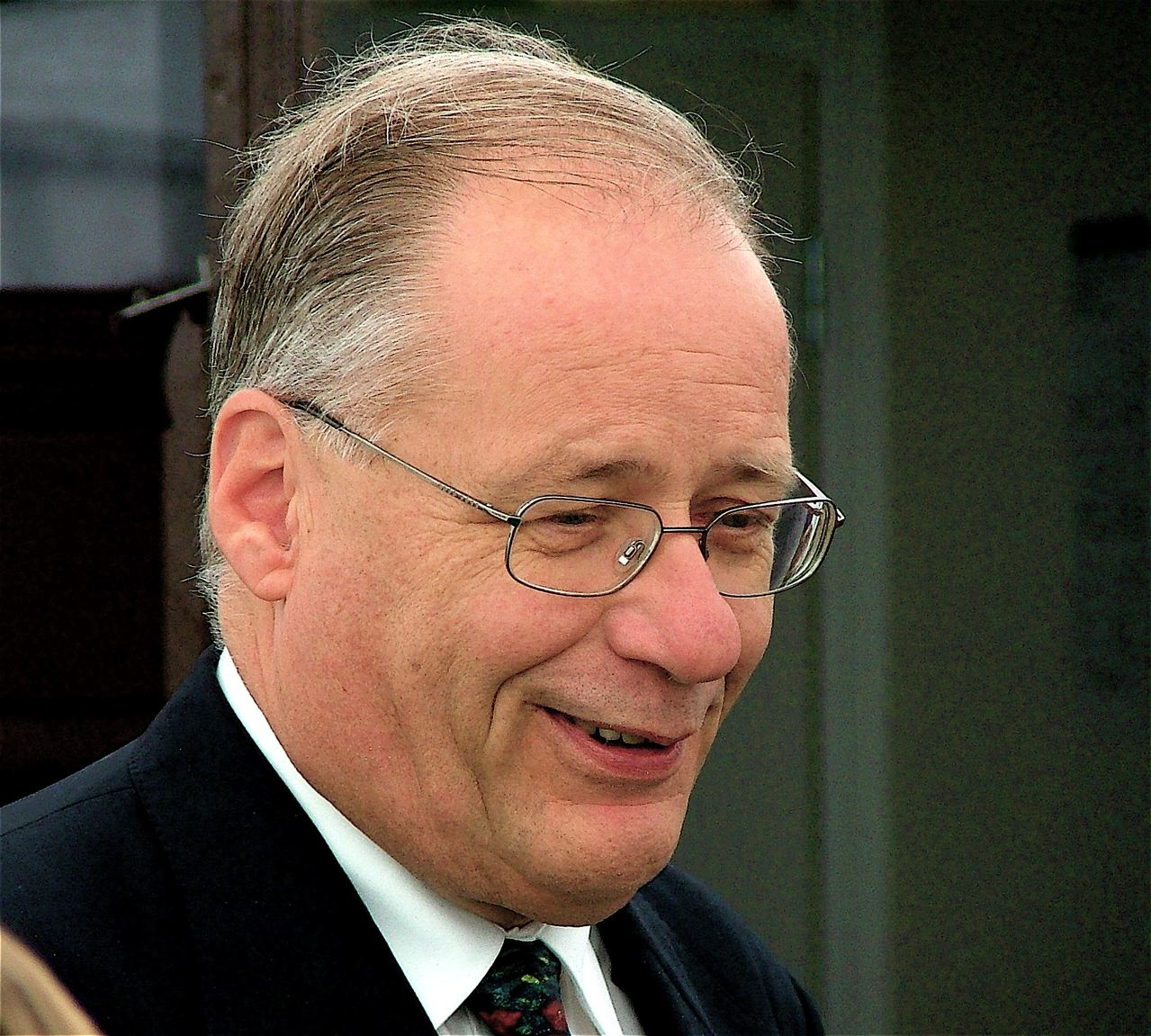
Wim Deetman, politicologie (doctoraal 1972)

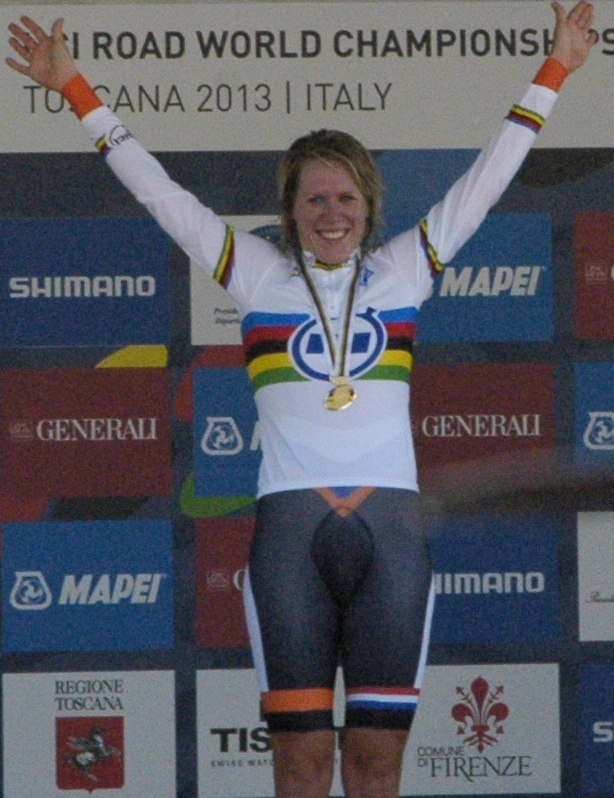
Ellen van Dijk, bewegingswetenschappen (bachelor 2011, master niet voltooid)

- Wim Deetman
- Mark Deuze
- Frans Dieleman
- Isaäc Arend Diepenhorst
- André Donner
- Piet Hein Donner
- Herman Dooyeweerd
- Bert Dorenbos
- Joseph Doucé
- Karel Dronkert
- Nico Dros
- Thijs Drupsteen
- Florence van Duijvendijk
- Jannes Johannes Cornelis van Dijk
- Ellen van Dijk
- Jan Jacob van Dijk

## E
- Joost Eerdmans
- Willem Endstra
- Jean Eigeman
- Theo van Eldik
- Ulysse Ellian
- Guillaume Elmont
- Thomas Elsenburg
- Anton Ent
- Derk Jan Eppink
- Derk Jan Eppink (bedrijfskundige)
- Marius Ernsting
- Erno Eskens
- Adriana Esmeijer

## F
- Mient Jan Faber
- Sytze Faber
- Pim Fortuyn

## G
- Wilhelm Friedrich de Gaay Fortman
- Rianna Galiart
- Wessel Ganzevoort
- Jacobine Geel
- Johannes Geelkerken
- Roeland van de Geer
- Pieter Sjoerds Gerbrandy
- Ronald Gerritse
- Jos Geukers
- Carla Geurts
- Jaap Glasz
- Henk Goedschalk
- Frits Goldschmeding
- Hans van Goor
- Saekle Greijdanus
- Pim Griffioen
- Laetitia Griffith

## H
- Arenda Haasnoot
- Kiki Hagen
- Albert Hanken
- George Harinck
- Maaike Hartjes
- Siebold Hartkamp
- Ernst-Paul Hasselbach
- Maryam Hassouni
- Maarten Haverkamp
- Suzanne Hazenberg
- Pieter Heerma
- Albert van der Heide
- Harry ter Heide
- Levi Heimans
- Paul Hekkert
- Jaap van den Herik
- Corinne Hemink
- Max Hermans
- Dominique van der Heyde
- Ferry Hoogendijk
- Ton Hooijmaijers
- Frits Huffnagel
- Marijke Höweler

## I
- Peter van Ingen
- Ewout Irrgang

## J
- Dolf Jansen
- Marjolein de Jong
- Hendrik de Jong
- Klaas de Jong Ozn.
- Jaap Jongbloed

## K
- Jonah Kahn
- Achmed Karamat Ali
- Adam van Kan
- Willem Jan Arend Kernkamp
- Dick van Keulen
- Doede Keuning
- Judikje Kiers
- Ertan Kiliç
- Leendert Klaassen
- Joram van Klaveren
- Kees Klop
- Andries Knevel
- Alis Koekkoek
- Bert Koenders
- Helmer Koetje
- Rita Kohnstamm
- Albert Kok
- Jan de Koning
- Kees van der Kooi
- Ewald Kooiman
- Bram Koopman
- Pieter Kooijmans
- Ad Koppejan
- Margot Kraneveldt
- Jeroen de Kreek
- Pauline Krikke
- Tabitha van Krimpen
- Bram Krol
- André Krouwel
- Wim Kuijken
- Peter Kwint

## L
- Eberhard van der Laan
- Hendrik Lagerwaard
- Rudy Lampe
- Harrie Langman
- Edith de Leeuw
- Janmarc Lenards
- Robin Linschoten
- Masja Loogman
- André Loor
- Martin Los

## M
- Nop Maas
- Catrinus Mak
- Geert Mak
- Nausicaa Marbe
- Gidi Markuszower
- Theo van der Meer
- Arie Meerburg
- René Mioch
- Linda de Mol
- Gezina van der Molen
- Jaap van Muijen

## N
- Atzo Nicolaï
- Sijbolt Noorda
- Geertje Lycklama à Nijeholt
- Gerard Nijssen

## O
- Baal Oemrawsingh
- Bram van Ojik
- Gert Oostindie
- Arie Oostlander
- Esther Ouwehand
- Jacobus Overduin

## P
- Marleen de Pater-van der Meer
- Karla Peijs
- Jan Peter Pellemans
- Jack Plooij
- Walther Ploos van Amstel
- Nicki Pouw-Verweij
- Henriëtte Prast
- George Puchinger

## R
- Lammert van Raan
- Prem Radhakishun
- Albert Ramdin
- Hans Erik Ras
- Reinier Marinus van Reenen
- Patricia Remak
- Jan Renkema
- Raymond de Roon
- Anton Roosjen
- Tomas Ross
- Gerard Rothuizen
- André Rouvoet
- Job de Ruiter
- Klaas Runia
- Victor Henri Rutgers

## S
- Willem van de Sande Bakhuyzen
- Witius Hendrik de Savornin Lohman
- Sybe Schaap
- Tom Schalken
- Joop van der Schee
- Janneke Schermers
- Mary-Ann Schreurs
- Johan Schimmel
- Dick Schoon
- Nico Schouten
- Gerard Schouw
- Henk Schulte Nordholt
- Egbert Schuurman
- Alex Schwengle
- Hans Sibbel
- Hans Simons
- Martin Sitalsing
- Alexander Sizoo
- Allan Li Fo Sjoe
- Jozef Slagveer
- Simon Slings
- Eric Smit
- Willem Smouter
- Harry Snelders
- Joyce Sombroek
- Monique Somers
- Guus Sötemann
- Wim Speelman
- Alberto Stegeman
- Hans Stolp
- Rolf Stout
- Karin Straus
- Joyce Sylvester

## T
- Liesbeth van Tongeren
- Gerrit Toornvliet
- Eelkje Tuma
- Frans Tutuhatunewa

## U
- Gerard Ubbink

## V
- Marleen Veldhuis
- Roel C. Verburg
- Koos Verdam
- Annemieke Vermeulen
- Johannes Verkuyl
- Jelle Vervloet
- Hans Vijlbrief
- Hendrik Jan Vink
- Barbara Visser
- Bart Visman
- Arjan Vliegenthart
- Albertine van Vliet-Kuiper
- Tom Viezee
- Marith Volp
- Joël Voordewind
- Loek Vredevoogd
- Gerrit Jacob de Vries
- Jack de Vries
- Veerle Vrindts

## W
- Hellen van der Wal
- Frans Weekers
- Froukje Wegman
- Bernard Welten
- Hans Werkman
- André Wierdsma
- Herman Wiersinga
- Diana Wind
- Yvonne Wisse
- Margreet ter Woerds
- Henk Woldring
- Corien Wortmann
- Bas van 't Wout

## Y
- Keklik Yücel
- Dilan Yeşilgöz-Zegerius

## Z

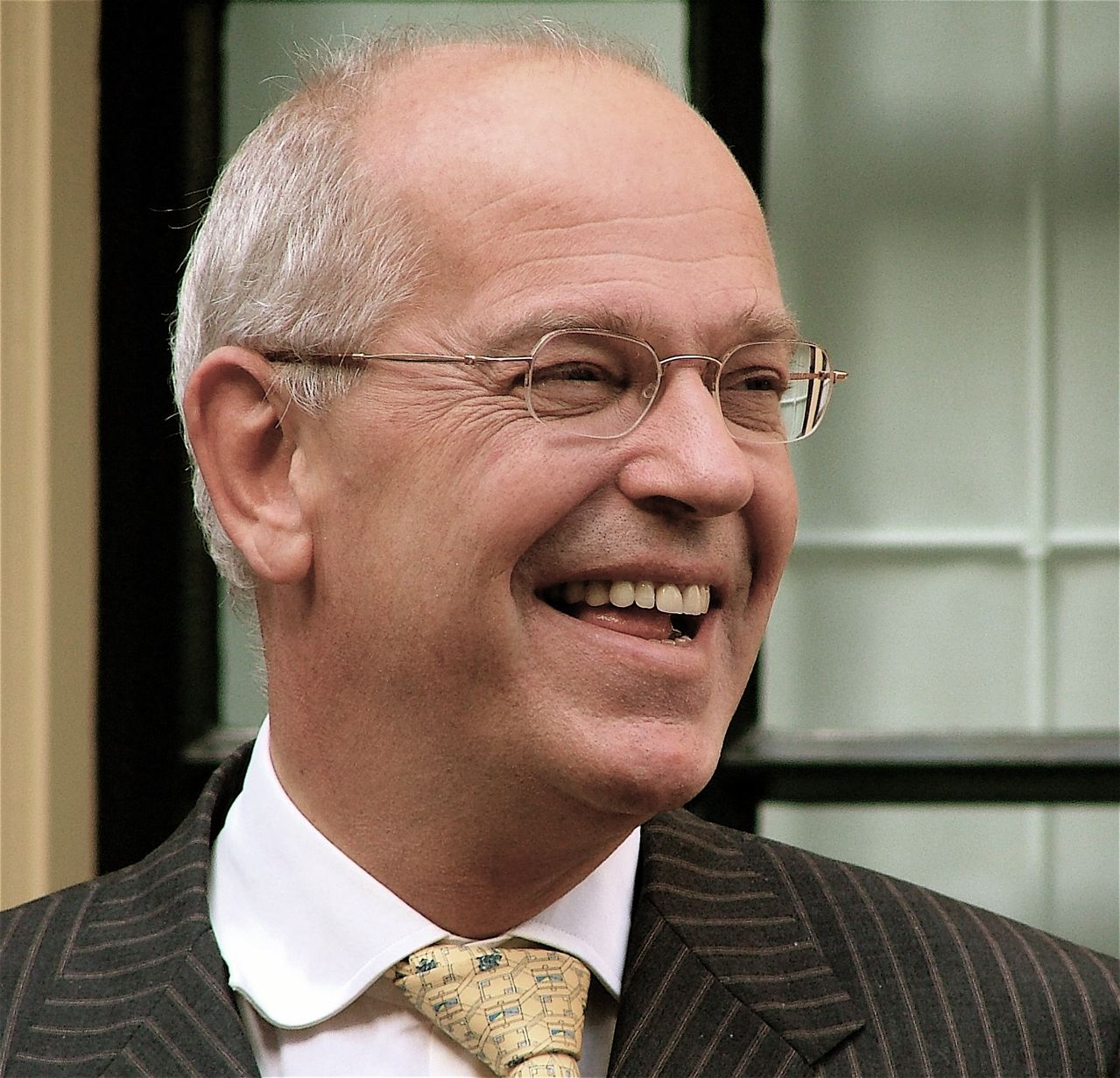
Gerrit Zalm, Algemene Economie (doctoraal 1975)

- Peter van Zadelhoff
- Gerrit Zalm
- André van der Zande
- Jan van Zanen
- Bram Zeegers
- Friso de Zeeuw
- Harry Zeldenrust
- Wim Zielhuis
- Hans van der Zouwen
- Coen Zuidema
- Marjet van Zuijlen
- Onno Zijlstra